# 逢った途端にひとめぼれ
「逢ったとたんにひとめぼれ」（"To Know Him Is to Love Him"、邦題としては「つのる想い」とも）は、フィル・スペクターが、父親の墓銘碑の"To Know Him Was to Love Him" に触発されて作詞作曲した楽曲。この曲は、スペクターもメンバーだったボーカルグループのテディ・ベアーズによって最初に録音された。このバージョンは、1958年にBillboard Hot 100チャートで3週にわたって1位となり、英国のニュー・ミュージカル・エクスプレス・チャートでも2位に達した。後年、ピーター&ゴードンおよびボビー・ヴィントンは曲のタイトルと歌詞を "To Know You Is to Love You" と改変したバージョンでヒットを飛ばした。1987年に、ドリー・パートン、リンダ・ロンシュタット、エミルー・ハリスによってアルバム『トリオ』に収録されてシングルカットされ、全米カントリーシングルチャートの1位となった。
この曲は12/8拍子となっている。

## 解説
テディ・ベアーズはフィル・スペクター自らがグループの一員として参加し、マーシャル・リーブ、アネット・クレインバードからなる3人組で、のちにレコード制作者として独特の録音技術"Wall of sound"で、数多くのヒットを出したフィル・スペクターのグループ。グループ名はエルヴィス・プレスリーのヒット曲「テディ・ベア」からとられている。スペクターは1958年当時は作曲活動をしており、"To know him is to love him"は、その過程で作曲された作品であり、録音は常時利用していたハリウッドのゴールド・スター・スタジオで短時間でなされた。タイトルはスペクターの父の墓碑銘からヒントを得てつけられた。スペクターにとって最初のナンバーワン・ソングとなり、以降は制作者として数多くのヒットを生み出していった。

### チャート成績
| チャート（1958年）                         | 最高順位 |
| ------------------------------------------ | -------- |
| 全米 Billboard Hot 100                     | 1        |
| 全英（ニュー・ミュージカル・エクスプレス） | 2        |
| カナダ CHUM Chart                          | 1        |
| 全米 Billboard Hot R&B Sides               | 10       |

| チャート（1958–2018）  | 順位 |
| ---------------------- | ---- |
| 全米 Billboard Hot 100 | 168  |

## ピーター&ゴードン
1965年にピーター&ゴードンは、この曲のカバーを "To Know You Is to Love You" のタイトルで発売した。ピーター&ゴードンのバージョンは全英シングルチャートで10週間チャートインし、最高で5位となり、カナダでもRPMのプレイシートで5位となった。アメリカ合衆国では、Billboard Hot 100チャートに7週間とどまり、最高で24位となった。

### チャート成績
| チャート（1965年）        | 最高順位 |
| ------------------------- | -------- |
| アイルランド (IRMA)       | 5        |
| 全英シングルチャート      | 5        |
| カナダ – RPM プレイシート | 5        |
| 全米 – Billboard Hot 100  | 24       |

## ボビー・ヴィントン
1969年、ボビー・ヴィントンは、この曲のカバーを "To Know You Is to Love You" のタイトルで発売した。ヴィントンによるカバーバージョンはBillboard Hot 100に7週間チャートインし、最高で34位に達し、ビルボードのイージーリスニング部門の8位となり、カナダではRPM 100チャートの16位を獲得し、RPMアダルト・コンテンポラリー・チャートでは6位となった。

### チャート成績
| チャート（1969年）                      | 最高順位 |
| --------------------------------------- | -------- |
| 全米 – Billboard Hot 100                | 34       |
| 全米 – Billboard イージーリスニング     | 8        |
| カナダ – RPM 100                        | 16       |
| カナダ – RPM アダルト・コンテンポラリー | 6        |
| カナダ – CHUM 30                        | 14       |

## ドリー・パートン、リンダ・ロンシュタット、エミルー・ハリス
1987年にドリー・パートン、リンダ・ロンシュタットおよびエミルー・ハリスはこの曲をカバーし、グラミー賞受賞アルバムでマルチミリオンディスクの『トリオ』に収録するとともに、アルバムからの最初のシングルとしてリリースした。
このカバーバージョンは、1987年5月16日に全米ホット・カントリー・ソング チャートの1位を獲得した。ロンシュタットの当時のボーイフレンドだったジョージ・ルーカスが監督したミュージックビデオはCMTで継続的に放映された。

### チャート成績
| チャート（1987年）                          | 最高順位 |
| ------------------------------------------- | -------- |
| 全米 Billboard ホット・カントリー・シングル | 1        |
| カナダ RPM カントリー・トラック             | 1        |

## その他のカバー
- ビートルズは "To Know Her Is to Love Her" と改題したカバーバージョンを2回録音している。1回目はデッカ・レコードでの1962年1月のオーディションテープのものであり、グループ存続中は公開されず、『ザ・ビートルズ・アンソロジー1』にも収録されなかった。2回目は1963年7月16日にラジオ番組『ポップ・ゴー・ザ・ビートルズ（英語版）』で録音されたもので、1994年のコンピレーションアルバム『ザ・ビートルズ・ライヴ!! アット・ザ・BBC』までは公式リリースされなかった。ジョン・レノンはこの曲のカバーを "To Know Her Is to Love Her" として1973年に録音したが、1986年に発表された未発表音源集『メンローヴ・アヴェニュー』で初公開された[23]。
- 1972年に、ジョディ―・ミラー（英語版）はカバーバージョンをシングルとして発売するとともに、アルバム『There's a Party Goin' On』に収録した[24]。ミラーのバージョンはビルボードのホット・カントリー・シングル（英語版） チャートの18位に達し[25]、レコード・ワールド誌（英語版）のカントリー・シングル・チャートの20位となり[26]、キャッシュボックス誌のカントリー・トップ75チャートの21位を獲得した[27]。このこのバージョンはまた、カナダのRPM誌のカントリー・プレイリストで12位に達した[28]。
- 1973年に、ゲイリー・グリッターは、タイトルを "To Know You Is to Love You" としたバージョンを自身のアルバム『タッチ・ミー（英語版）』に収録した。
- 2006年、エイミー・ワインハウスはイギリスで発売されたシングル「You Know I'm No Good」のB面にこの曲のカバーを収録した[29][30]。
- 2010年、ピンク・フロイドの元メンバーであるロジャー・ウォーターズとデヴィッド・ギルモアはホーピング基金のチャリティーコンサートでこの曲を演奏するために再開を果たした[31][32]。

### 日本における著名なカヴァー
- モコ・ビーバー・オリーブ（1969）アルバム『わすれたいのに』に「つのる想い」として収録。
- つちやかおり（1982）アルバム『哀愁のオリエント急行』に「つのる想い」として収録。
- アン・ルイス（1982）アルバム『Cheek II』に原題の「TO KNOW HIM IS TO LOVE HIM」として収録。